# Fat Possum Records
Fat Possum Records es una compañía discográfica independiente americana fundada en 1992 por Matthew Johnson y Peter Redvers-Lee en la cual promueven grupos de rock, blues y hasta hip-hop, la mayoría de sus artistas provienen del estado de Misisipi debido a la enorme influencia del blues en el lugar de origen, también ha difundido artistas que son actualmente de culto.
Algunos materiales de la discográfica Hi Records las ha distribuido Fat Possum.

## Algunos artistas de la discográfica
- Andrew Bird
- Bass Drum of Death
- Dinosaur Jr.
- Furry Lewis
- Iggy Pop (The Stooges)
- Jay Reatard
- San Cisco
- Temples
- The Walkmen
- Unknown Mortal Orchestra
- Wavves
- Yuck